# 4D Sports Tennis
4D Sports Tennis (aussi connu sous les noms World Tour Tennis, World Tennis Championships et Compaq Grand Slam Cup) est un jeu vidéo de tennis en 3D avec des animations en capture de mouvement faisant partie de la série des 4D Sports. Le jeu est basé sur des graphismes en polygones simples et non texturés en 3D.